# Enallcochylis
Enallcochylis là một chi bướm đêm thuộc phân họ Tortricinae của họ Tortricidae.

## Các loài
- Enallcochylis enochra Razowski & Becker, 1986